# Навахо Дам (Њу Мексико)
Навахо Дам (енгл. Navajo Dam) насељено је место без административног статуса у америчкој савезној држави Њу Мексико.

## Демографија
По попису из 2010. године број становника је 281.
| Група             | 2000.    | 2010.       |
| Белци             | 0 (0,0%) | 198 (70,5%) |
| Афроамериканци    | 0 (0,0%) | 3 (1,1%)    |
| Азијати           | 0 (0,0%) | 2 (0,7%)    |
| Хиспаноамериканци | 0 (0,0%) | 70 (24,9%)  |
| Укупно            | 0        | 281         |